# Hutton Rocks
Die Hutton Rocks sind Klippenfelsen im antarktischen Ross-Archipel. Sie liegen in der Erebus Bay westlich der Hut-Point-Halbinsel auf der Ross-Insel unweit der Hutton-Kliffs.
Das New Zealand Antarctic Place-Names Committee benannte sie in Anlehnung an die Benennung der benachbarten Kliffs. Deren Namensgeber ist Frederick Wollaston Hutton (1836–1905), Kurator des Canterbury Museum im neuseeländischen Christchurch von 1893 bis zu seinem Tod.